# Binayak Sen

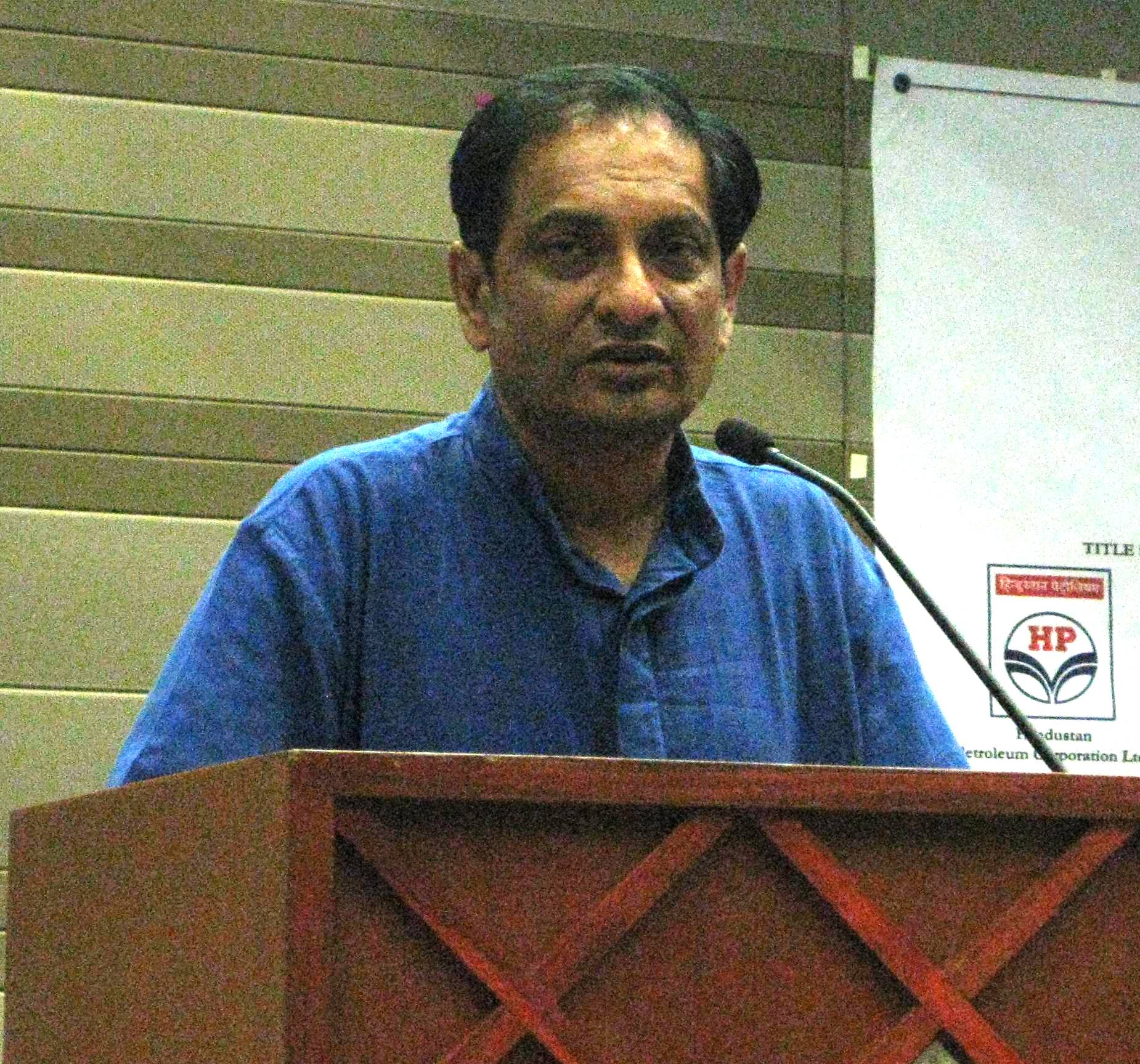
Binayak Sen in Mumbai (2009)

Binayak Sen (* 4. Januar 1950) ist ein indischer Arzt (Pädiatrie) und Menschenrechtsaktivist.
Sen ist Vizepräsident der People’s Union for Civil Liberties (PUCL). Er setzt sich für die ärztliche Versorgung armer Menschen und die Rechte von Minderheiten ein.
Sen ist seit dem 14. Mai 2007 inhaftiert. Ihm wird vorgeworfen, Verbindungen zu maoistischen Rebellen zu haben. Sen bestreitet dies. Im Mai 2008 wandten sich 22 Nobelpreisträger in einem Brief an den Präsidenten und Ministerpräsidenten Indiens. Darin fordern sie, dass Sen eine Reise in die USA gestattet werden solle, um am 29. Mai den Jonathan Mann Award for Global Health and Human Rights entgegenzunehmen. Weltweit gab es zum Jahrestag der Inhaftierung Demonstrationen zur Freilassung Sens.
2011 wurde Sen mit dem Gwangju-Menschenrechtspreis ausgezeichnet.